# Гусеницееды
Гусеницееды (лат. Conopophaga) — род воробьиных птиц из семейства гусеницеедовых (Conopophagidae). Обитают в Южной Америке.

## Классификация
Международный союз орнитологов относит к роду 10 видов:
- Conopophaga lineata (zu Wied-Neuwied, 1831) — Рыжегорлый гусеницеед
- Conopophaga aurita (J. F. Gmelin, 1789) — Золотистый гусеницеед, или рыжезобый гусеницеед
- Conopophaga snethlageae Berlepsch, 1912
- Conopophaga roberti Hellmayr, 1905 — Черноголовый гусеницеед
- Conopophaga peruviana Des Murs, 1856 — Серогорлый гусеницеед
- Conopophaga cearae Cory, 1916
- Conopophaga ardesiaca d'Orbigny & Lafresnaye, 1837 — Серогрудый гусеницеед
- Conopophaga castaneiceps P. L. Sclater, 1857 — Красношапочный гусеницеед
- Conopophaga melanops (Vieillot, 1818) — Чернощёкий гусеницеед
- Conopophaga melanogaster Ménétries, 1835 — Чернобрюхий гусеницеед